# Oeuvre van Darius Milhaud
De Franse componist Darius Milhaud heeft meer dan 400 werken geschreven. Hieronder een overzicht van Milhauds werken geselecteerd op opusnummer - voor zover dit bekend is.

## Opus 1-49
- Opus 001; 1912: Poèmes de Francis Jammes (boek 1) voor stem en piano;
- Opus 002; 1910: Trois poèmes de Léo Latil;
- Opus 003; 1911: Sonate nr. 1 voor viool en piano;
- Opus 004; 1910: La Brebis égarée (opera);
- Opus 005; 1912: Strijkkwartet nr. 1;
- Opus 006; 1913: Poèmes de Francis Jammes (boek 3) voor stem en piano;
- Opus 007; 1913: Poèmes de Paul Claudel voor stem en piano;
- Opus 008; 1913: Suite in 5 delen voor piano;
- Opus 009; 1913: Alissa (liederencyclus);
- Opus 010; 1913: Poèmes en prose de Lucille de Chateaubriand voor stem en piano;
- Opus 011; 1914: Poèmes romantiques; 1e serie voor stem en piano
- Opus 012; 1914: Suite symphonique nr. 1 (3), voor quatre mains piano;
- Opus 012; 1914: Suite symphonique nr. 1 (3), voor orkest;
- Opus 013; 1914: Un petit peu d'exercice;
- Opus 014; 1917: Agamemnon; toneelmuziek; 1e deel van Oreste-trilogie;
- Opus 015; 1914: Sonate voor 2 violen en piano;
- Opus 016; 1915: Strijkkwartet nr. 2;
- Opus 017; 1919: Protée, satirisch drama voor koor en orkest;
- Opus 018; 1914: Le Printemps, voor viool en piano;
- Opus 019; 1914: Poèmes romantiques; 2e serie voor stem en piano;
- Opus 020; 1914: Poèmes de L. Latil voor stem en piano;
- Opus 021; 1914: Le Chateau, voor stem en piano;
- Opus 022; 1914: Poèmes de Gitanjali voor stem en piano;
- Opus 023; 1914: L'annonce faite de Marie II
- Opus 024; 1915: Les Choéphores; toneelmuziek; 2e deel van Oreste-trilogie;
- Opus 025;(1915-1919): Le Printemps (3), suite voor piano Deel I;
- Opus 026; 1915: Poèmes de Paul Claudel voor stem en piano;
- Opus 027; 1915: D'un cahier inédit d'Eugenie du Guérin voor stem en piano;
- Opus 028; 1915: L'arbre exotique, romance voor stem en piano;
- Opus 029; 1915: Cantiques de Notre-Dame voor solisten;
- Opus 030; 1915: Poèmes d'amour nr. 1;
- Opus 031; 1915: Poèmes de Coventry Patmore voor stem en piano;
- Opus 032; 1916; Strijkkwartet nr. 3; met solostem; In memoriam Holocaust;
- Opus 033; 1916: Sonate nr. 1 voor piano;
- Opus 034; 1916: Poèmes juifs voor stem en piano;
- Opus 035; 1916: 2 Poèmes du Gardener voor twee stemmen en piano
- Opus 036; 1916: Child poems voor stem en piano;
- Opus 037; 1916: Poèmes voor stem en piano;
- Opus 038; 1916: L'église habillée de Fuilles (vocaal kwartet en 6-handig piano);
- Opus 039;(1916-1919): Poèmes (2), voor vocaal kwartet,
- Opus 040; 1917: Sonate nr. 2 voor viool en piano
- Opus 041; 1922: Les Euménides; opera (zie opus 042);
- Opus 042; 1922: Les Euménides; toneelmuziek; 3e deel van Oreste-trilogie;
- Opus 043; 1917: Kleine Symfonie nr. 1 (Le Printemps);
- Opus 044; 1917: Chansons bas de Stephane Mallarmé (liederencyclus voor stem en piano)
- Opus 045; 1917: Poèmes de Rimbaud voor stem en piano
- Opus 046; 1918: Strijkkwartet nr. 4;
- Opus 046a; 1920: Strijkkwartet nr. 4; voor quatre mains piano (gearrangeerd door Ninha Velloso-Guerra);
- Opus 047; 1918: Sonate voor fluit, klarinet, hobo en piano;
- Opus 048; 1918: L'Homme et son désir, "poème plastique" (ballet);
- Opus 048; 1923: L'Homme et son désir, gearrangeerd voor quatre mains piano (door Nininha Velos-Guerra);
- Opus 049; 1918: Kleine Symfonie nr. 2 (Pastorale)

## Opus 50-99
- Opus 050; 1918: Poèmes de Francis Jammes (boek 4) voor stem en piano;
- Opus 051; 1918: Petits airs voor stem en piano;
- Opus 052; 1918: Deux poèmes tupis
- Opus 053; 1918: Psalm 129;(bariton en orkest)
- Opus 054; 1919: Titel onbekend
- Opus 055; 1919; Les Soirées de Pétrograd voor stem en piano;
- Opus 056; 1919: Machines agricoles;(zangers en kamerorkest);
- Opus 057; 1917: Suite symphonique nr. 2 voor orkest "Protée";
- Opus 057; 1921: Suite symphonique nr. 2 voor quatremain piano; "Protée";
- Opus 058; 1919: Le Boeuf sur le toit (filmmuziek), Le Boeuf sur le toit (ballet) ;
- Opus 058; 1920: Le Boeuf sur le toit, gearrangeerd voor piano quatre-mains;
- Opus 058; 1920: Tango des Fratellini, gearrangeerd voor piano (uit "Le Boeuf sur le toit" door Henri Mouton);
- Opus 058a; 1921: Cinéma fantaisie d'aprés Le boeuf sur le toit;
- Opus 059a; 1928: Enfantines (3), suite voor piano quatre mains;
- Opus 060; 1923: Catalogues des fleurs nr. 1 voor stem en piano;
- Opus 061; 1920: Ballade voor piano en orkest;
- Opus 061; 1929: Ballade, gearrangeerd voor 2 piano’s;
- Opus 062; 1921: Serenade, voor quatremain piano;
- Opus 062; 1921: Serenade voor orkest;
- Opus 063; 1920: Vijf etudes voor piano en orkest;
- Opus 064; 1920: Strijkkwartet nr. 5;
- Opus 065; 1920: Feuilles de temperatures voor stem en piano;
- Opus 066; 1920: Le Printemps (3), suite voor piano deel II;
- Opus 067; 1920: Saudades do Brazil; symfonisch gedicht;
- Opus 067; 1925: Saudades do Brazil, suite gearrangeerd door Claude Levy voor viool en piano;
- Opus 067; 1921: Saudades do Brasil (12), suite van dansen voor piano;
- Opus 067b; 1923: Saudades do Brasil (12), danssuite voor orkest;
- Opus 067/1; 1920: Sorocaba gearrangeerd voor cello en piano (door Maréchal);
- Opus 067/7; 1920: Corcovado, gearrangeerd voor cello en piano (door Maréchal);
- Opus 067/7; 1986: Corcovado, gearrangeerd voor fluit en gitaar (door Levering);
- Opus 067/7; 1970: Sumaré, gearrangeerd voor cello en piano (door M Gendron);
- Opus 067/8; 1920: Tijuca, gearrangeerd voor cello en piano (door M Gendron);
- Opus 068; 1921: Caramel mou (Shimmy), gearrangeerd voor piano;
- Opus 069; 1921: Cocktail voor spreekstem en 3 klarinetten;
- Opus 070; 1921: Les Mariés de la Tour-Eiffel (toneelmuziek);
- Opus 070a; 1921: Marche Nuptiale (bijlage voor opus 070);
- Opus 070a; 1921: Sortie de la noche (bijlage voor opus 070);
- Opus 071; 1921: Kleine Symfonie nr. 3 (Serenade);
- Opus 072; 1922: Psalm 122 voor mannenkoor;
- Opus 073; 1922: Poèmes du journal intime de Léo Latil;
- Opus 074; 1921: Kleine Symfonie nr. 4 (Dixtuor à cordes (voor tien strijkers);
- Opus 075; 1922: Kleine Symfonie nr. 5 (Dixtuor d'instruments à vent (voor tien blazers);
- Opus 076; 1922: Sonatine, voor fluit en piano;
- Opus 077; 1922: Strijkkwartet nr. 6;
- Opus 078; 1922: Rag-caprices voor piano;
- Opus 078; 1930: Rag-caprices gearrangeerd voor kamerorkest;
- Opus 079; 1923: Kleine Symfonie nr. 6 (Sixieme symphonie pour quatuor vocal, hautbois et violoncello);
- Opus 080; 1923: Poèmes de Catulles voor stem en piano;
- Opus 081; 1923: La création du monde voor klein orkest;
- Opus 081; 1926: Suite de Concert naar La création du monde, gearrangeerd voor pianokwintet;
- Opus 081b; 1923: La création du monde, gearrangeerd voor piano, quatre mains;
- Opus 082; 1923: Les recitatifs pour 'Une education manquie de Chabrier';
- Opus 083; 1924: Salade (ballet);
- Opus 083b; 1926: Le Carnaval d’Aix; fantasie voor piano en orkest;
- Opus 084; 1924: Le train bleu (ballet);
- Opus 084; 1924: Le train bleu (ballet suite georkestreerd door Henri Moutin);
- Opus 085; 1925: Les Malheurs d'Orphée; opera;
- Opus 086; 1925: Chants populaires Hébréeus voor stem en piano;
- Opus 087; 1925: Strijkkwartet nr. 7;
- Opus 088b; 1925: Twee hymnes voor orkest;
- Opus 089; 1925: Esther de Carpentras; opera;
- Opus 090; 1926: Stuk voor viool en piano; titel onbekend
- Opus 091; 1927: Titel onbekend
- Opus 092; 1927: Le pauvre Matelot (opera);
- Opus 093; 1927: Concert nr. 1 voor viool en orkest;
- Opus 094; 1926: L'Enlèvement d'Europe (minutenopera nr. 1);
- Opus 095; 1927: Polka, voor piano (uit L'eventail de Jeanne);
- Opus 096; 1927: Priàres journàilaires à l'usage des juifs du Combat Venaissan
- Opus 097; 1927: Caprices de Paganini (3) voor viool en piano;
- Opus 098; 1927: Abandon d'Ariane (minutenopera nr. 2);
- Opus 099:1927: Délivrance de Thésée (minutenopera nr. 3);

## Opus 100-149
- Opus 100; 1927: Sonatine, voor klarinet en piano;
- Opus 101; 1928: La bien-aimée (ballet);
- Opus 102; 1928: Christophe Colomb (opera)
- Opus 103; 1928: Cantate pour Louer le Seigneur, voor solist, kinderkoor, orgel en orkest;
- Opus 104; 1928: Actualités, filmmuziek;
- Opus 105; 1928: Titel onbekend;
- Opus 106; 1929: Quatrain à Albert Rousseau voor stem en piano;
- Opus 107; 1929: La P'tite Lilie, filmmuziek voor stem en orkest;
- Opus 108; 1929: Concert nr. 1 voor altviool en orkest;
- Opus 109; 1930: Concert voor percussie en kamerorkest;
- Opus 110; 1931: Maximilien (opera);
- Opus 110; 1950: Suite Maximilien, gearrangeerd voor orkest;
- Opus 111; 1930: Choral, voor piano;
- Opus 112; 1931: Sonate, voor orgel;
- Opus 113; 1932: Poèmes extraits de l'anthologie nègre de Blaise Cendrars (2), voor vocaal kwartet of koor met kamerorkest;
- Opus 114; 1932: Élégies romaines (2), voor vrouwenkoor;
- Opus 115; 1932: L'Automne (3), suite voor piano;
- Opus 116; 1932: La mort d'un tyran, voor koor, fluit, klarinet, tuba en percussie;
- Opus 117; 1932: L'Annonce faite à Marie, concertsuite voor 4 stemmen en kamerorkest;
- Opus 118; 1932: À propos de bottes, muzikaal sprookje voor kinderkoor en piano (of strijkers);
- Opus 119; 1932: Un petit peu de musique, muzikaal spel voor kinderkoor en piano;
- Opus 120; 1932: La château de papes, voor orkest;
- Opus 120c; 1932: Suite, voor ondes martenot en orkest (gearrangeerd door René Calmel)
- Opus 121; 1932: Strijkkwartet nr. 8;
- Opus 122; 1933: Devant sa main nue, voor vrouwenkoor;
- Opus 123; 1933: Le funeste retour;
- Opus 124; 1933: Les songes (ballet);
- Opus 124; 1933: Les songes, gearrangeerd voor piano;
- Opus 125; 1933: Liturgie comtadine: chants de Rosch Haschanah (5), voor stem en piano of kamerorkest;
- Opus 126; 1933: Hallo Everybody, filmmuziek voor orkest;
- Opus 127; 1933: Concert nr. 1 voor piano en orkest;
- Opus 128; 1933: Madame Bovary, filmmuziek voor stem en orkest;
- Opus 128a; 1933: L'Album de Madame Bovary (17), suite voor piano uit de filmmuziek van....;
- Opus 128c; 1933: Valses (3), voor piano (uit filmmuziek "Madame Bovary");
- Opus 129; 1933: Romances sans paroles (4), voor piano;
- Opus 130; 1934: Pan et la Syrinx, cantate voor koor, houtblaaskwartet en piano;
- Opus 131; 1934: Se plaire sur le Mème Fleur, ritornello en 6 liederen voor stem en piano;
- Opus 132; 1934: Les Amours de Ronsard (4), voor koor of 4 stemmen en kamerorkest;
- Opus 133; 1933: Un petit peu d'exercice, muzikaal spel voor kinderkoor en piano;
- Opus 134; 1934: Exercice Musical, voor fluit met of zonder piano;
- Opus 135; 1934; Concertino de printemps voor viool en orkest;
- Opus 136 :1934; Concert nr. 1 voor cello en orkest;
- Opus 137; 1934: L'hippocampe, filmmuziek voor kamerorkest ("Zeepaard");
- Opus 138; 1934: Tartarin de Tarascon, filmmuziek voor orkest;
- Opus 139; 1934: Le cycle de la Création, toneelmuziek voor stem, koor en orkest;
- Opus 140; 1935: Strijkkwartet nr. 9;
- Opus 141; 1935: La Sagesse, toneelmuziek voor 4 solostemmen en orkest;
- Opus 142; 1935: Le cygne voor stem en piano;
- Opus 143; 1935: Quatrain, lied voor stem en piano;
- Opus 144; 1935: Dixième sonate de B Anet, transcriptie voor viool en klavecimbel
- opus 145; 1935: Le faisseur;
- Opus 146; 1935: Voix d'enfants;
- Opus 147; 1935: Pastorale, voor hobo, klarinet en fagot;
- Opus 148b; 1935: Chansons de négresse, voor stem en piano;
- Opus 149; 1936: La folle du ciel;

## Opus 150-199
- Opus 150; 1936: The Beloved Vagabond, filmmuziek voor 1 of 2 stemmen en orkest;
- Opus 151; 1936: Tu ne m'echapperas jamais, toneelmuziek voor stem en orkest;
- Opus 151b; 1936: Chansos de Théatre, liederencyclus voor stem en piano;
- Opus 152; 1936: Suite Provençale, voor blazers;
- Opus 152a; 1936: Suite Provençale, voor orkest;
- Opus 152b; 1965: Suite Provençale, voor 2 piano’s;
- Opus 153b; 1936: Introduction et marche funèbre, voor orkest (uit toneelmuziek voor 14 juli);
- Opus 154b; 1938: Fragments dramatiques, voor orkest;
- Opus 155; 1936: Cantique du Rhône (4), voor vocaal kwartet en koor;
- Opus 156; 1936: Amal ou la lettre du roi;
- Opus 157b; 1936: Suite, voor viool, klarinet en piano;
- Opus 158; 1936: Julius Caesar;
- Opus 159; 1936: Fète de la musique (Celestial Ballet), spektakel voor 4 stemmen, piano en orkest (merendeels verloren gegaan);
- Opus 160; 1937: La duchesse d'Amalfi
- Opus 161; 1935: Suite d’après Corrette;
- Opus 161b; 1937: Suite d'après Corrette, voor hobo, klarinet en fagot;
- Opus 162; 1937: Tour de l'Exposition, voor piano (deel uit werk voor Paris World's Fair);
- Opus 163; 1937: Overture et interlude
- Opus 164; 1937: Cantate de l'Homme, voor verteller, koor, blaasinstrumenten, percussie en piano;
- Opus 165; 1937: Scaramouche, toneelmuziek
- Opus 165b; 1937: Scaramouche (3), suite voor 2 piano’s;
- Opus 165c; 1939: Scaramouche (3), suite voor saxofoon en orkest;
- Opus 165d; 1941: Scaramouche (3), suite voor klarinet en orkest;
- Opus 166; 1937: Cantate de la Paix, voor mannen- en kinderkoor;
- Opus 167; 1937; Chansons de Vildrac (5), liederen voor stem en piano of kamerorkest;
- Opus 168; 1938: Cantate nuptiale: d'après le Cantique de cantiques, voor stem en orkest;
- Opus 169; 1937: Main tendue à tous, voor a-capellakoor;
- Opus 170; 1937: Les Deux cités, cantate voor a-capellakoor;
- Opus 171; 1937: Opera du Gueux, opera
- Opus 172; 1937: Le Carnaval de Londres, suite voor orkest;
- Opus 173b; 1938: Chanson du Capitaine (1) en Java de la Femme (2) voor stem en piano;
- Opus 174; 1937: Mollenard, filmmuziek voor orkest;
- Opus 175; 1937: Macbeth;
- Opus 176; 1937: La Citadelle du Silence, filmmuziek voor kamerorkest (i.s.m. Arthur Honegger);
- Opus 177; 1937: Hecube;
- Opus 178; 1938: Rondeau, voor stem en piano;
- Opus 179; 1938; Palestijnse volksliedjes voor stem en piano;
- Opus 180; 1938: Quatrain, lied voor stem en piano;
- Opus 181; 1938: L'oiseau;
- Opus 182; 1938: Grands feux, filmmuziek;
- Opus 183; 1938: Prends cette rose, voor 2 stemmen en orkest of piano;
- Opus 184; 1937: La conquête du ciel
- Opus 185; 1938: Cantate de l'enfant et la mère, voor verteller, strijkkwartet en piano;
- Opus 186; 1938: Le tragédie impériale, filmmuziek voor orkest ("Rasputin");
- Opus 187; 1938: Tragedie impériale
- Opus 188; 1938: Fantasie pastorale voor piano en orkest;
- Opus 189; 1938: Les quatre éléments, cantate voor stem en orkest of piano;
- Opus 190; 1938: Tricolore;
- Opus 191; 1938: Medea (opera);
- Opus 192; 1938: Le bal des voleurs (kamermuziek voor klarinet en saxofoon);
- Opus 193; 1938: Le première famille;
- Opus 194; 1938: Chants populaires de Provence (4), voor koor en orkest;
- Opus 195; 1938: Recréation (4), kinderliedjes voor stem en piano;
- Opus 197; 1939: Concert voor fluit, viool en orkest;
- Opus 198; 1939: Islands;
- Opus 199; 1939: Elegies voor 2 vocale solisten en strijkorkest of piano;

## Opus 200-249
- Opus 201; 1939: Titel onbekend
- Opus 202; 1939: L'Espoir, filmmuziek voor orkest;
- Opus 202b; 1939: Cortège funèbre, voor orkest;
- Opus 203; 1939: Voyage au pays du rêve
- Opus 204; 1939: Cavalcade d'amour, filmmuziek voor orkest (i.s.m. Arthur Honegger);
- Opus 205; 1939: La Cheminée du Roi René (7), suite voor blaaskwintet;
- Opus 206; 1939: Quatrains valaisans, voor koor,
- Opus 207; 1939: La reine du Saba;
- opus 208; 1939: Gulfstream;
- Opus 209; 1939: Fanfare;
- Opus 210; 1939: Symfonie nr. 1
- Opus 211b; 1940: Sonatine "à 3", voor viool, altviool en cello;
- Opus 212; 1940: Titel onbekend
- Opus 213a; 1940: Cantate de la guerre, voor a-capellakoor;
- Opus 214; 1940: Titel onbekend
- Opus 215; 1940: Un petit ange de rien du tout
- Opus 216; 1940: Le voyage d'été (15), suite voor stem en piano;
- Opus 217; 1940: Titel onbekend
- Opus 218; 1940: Strijkkwartet nr. 10 ("Birthday Quartet");
- Opus 219; 1940: Moïse (ballet) (Opus Americanum No. 2);
- Opus 200; 1940: Introductie en allegro voor orkest;
- Opus 221; 1940: Sonatine, voor 2 violen;
- Opus 222/1; 1941: Touches blanches, etude voor piano;
- Opus 222/2; 1941: Touches noirs, etude voor piano;
- Opus 223; 1941: Chansons de Ronsard voor stem en orkest of piano;
- Opus 224; 1941: Le fanfare de moulin, voor piano of orkest;
- Opus 225; 1941: Concert nr. 2 voor piano en orkest;
- Opus 226; 1941: Sonatine, voor viool en altviool;
- Opus 227; 1946: Sketches (2) voor blaaskwintet;
- Opus 227; 1943: Sobre la Loma, gearrangeerd voor dance band (from Sketches);
- Opus 227a; 1941: Sketches (4), voor kamerorkest;
- Opus 228; 1941; Concert nr. 1 voor 2 piano’s & orkest;
- Opus 229; 1958: Divertissement en trois parties;
- Opus 230; 1941: Concert voor klarinet & orkest;
- Opus 231b; 1946: Preludes (9), voor orgel;
- Opus 232; 1942: Strijkkwartet nr. 11;
- Opus 233; 1942: Rêves voor stem en piano;
- Opus 234; 1942: Suite anglaise (3), voor viool of harmonica en orkest;
- Opus 234; 1942: Suite anglaise, gearrangeerd door M Ellegard voor accordeon en orkest;
- Opus 235; 1942: Fanfare de la Liberté
- Opus 236; 1943: Bolivar (opera);
- Opus 236a; 1943: La Libertadora, suite van dansen uit "Bolivar" voor 2 piano’s;
- Opus 236b; 1943: La Libertadora, suite van dansen uit "Bolivar" voor piano;
- Opus 237; 1943: Les songes (3), suite voor 2 piano’s;
- Opus 238; 1943: Visages (4), voor altviool en piano;
- Opus 239; 1944: Borechou-shema, voor cantor, koor en orgel;
- Opus 240; 1944: Sonate nr. 1 voor altviool en piano;
- Opus 241; 1942: Genesis suite (gezamenlijke compositie); deel Cain & Abelv voor reciteur en orkest;
- Opus 242; 1944: Air de la Sonate voor altviool en orkest;
- Opus 243; 1944: Jeux de printemps (ballet);
- Opus 244; 1944: Sonata nr. 2 voor altviool en piano;
- Opus 245; 1944: La muse ménagère (15), suite voor piano;
- Opus 245b; 1944: La muse ménagère (15), suite voor kamerorkest;
- Opus 246; 1944: La libération des Antilles (2), liederencyclus voor stem en piano in creools Frans;
- Opus 247; 1944: Symfonie nr. 2;
- Opus 248a; 1944: Suite Française voor blazers;
- Opus 248b; 1944: Suite Française voor orkest;
- Opus 248c; 1950: Suite Française voor quatremain piano;
- Opus 249; 1944: Le Bal martiniquais voor 2 piano’s;
- Opus 249b; 1946: Le Bal martiniquais voor orkest;

## Opus 250-299
- Opus 251; 1945: Elegie, voor cello en piano;
- Opus 251; 1945: Elegie, gearrangeerd voor altviool en piano;
- Opus 252; 1945: Strijkkwartet nr. 12;
- Opus 253; 1945: Titel onbekend
- Opus 254; 1945: Introduction, Marche, Fête de la Victoire (ballet);
- Opus 255; 1945: Concert nr. 2 voor cello en orkest;
- Opus 256; 1945: Danses de Jacaremirim (3) voor viool en piano;
- Opus 257; 1945: Sonate voor klavecimbel (of piano) en viool;
- Opus 258; 1945: Duo voor twee violen;
- Opus 259; 1946: Les Cloches (6), symfonische suite naar Edgar Allan Poe's "The Bells";
- Opus 260; 1946: Deux marches;(blaasmuziek);
- Opus 261; 1946: Pledge to Mills, voor koor
- Opus 262; 1946: Farandoleurs, voor viool en piano;
- Opus 263; 1946: Concert nr. 2 voor viool en orkest;
- Opus 264; 1946: Lidoire (kamermuziek)
- Opus 265; 1946: Quatre chants de misère;
- Opus 266; 1946: 6 Sonnets composés au secret;
- Opus 267; 1946: Titel onbekend
- Opus 268; 1946: Strijkkwartet nr. 13;
- Opus 269; 1946: Une Journée (5), kindersuite voor piano;
- Opus 270; 1946: Concert nr. 3 voor piano en orkest;
- Opus 271; 1946: Symfonie nr. 3 (Te deum);
- Opus 272; 1946: The Private Affair of Bel Ami, filmmuziek voor orkest;
- Opus 273; 1947: Dreams That Money Can Buy, filmmuziek voor kamerensemble (voor reeks "Ruth, Roses and Revolvers");
- Opus 274; 1947: Trio, voor viool, altviool en cello;
- Opus 275; 1945: Sonate voor harpsichord of piano en viool;
- Opus 276; 1946; Poèmes (3), liederen voor stem en piano;
- Opus 277; 1947: Méditation, voor piano;
- Opus 278; 1947: Concert voor marimba, vibrafoon & orkest;
- Opus 278b; 1952: Suite concertante; gearrangeerd voor piano en orkest;
- Opus 279; 1947: Service sacre pour le samedi matin voor solist, verteller, koor en orkest;
- Opus 280; 1947: La maison de Bernarda Alba
- Opus 281; 1948: Symfonie nr. 4 1848 ;
- Opus 282; 1948: Le grand testament
- Opus 283; 1948: Adame Miroir ( ballet);
- Opus 284; 1948: Paris suite voor 4 piano’s;
- Opus 284b; 1962: Paris suite voor orkest;
- Opus 285; 1948: Sheherazade
- Opus 286; 1948: L'apothéose de Molière (5), suite voor kamerorkest;
- Opus 287; 1948: Kentuckiana, divertissement op 20 airs van Kentucky voor 2 piano’s;
- Opus 287B; 1948: Kentuckiana, divertissement op 20 airs van Kentucky voor orkest;
- Opus 288; 1948: Le jeu de Robin et Marion (toneelmuziek);
- Opus 289; 1948: L'enfant aimé (5), suite voor piano;
- Opus 290; 1948: L'choh dodi, voor cantor, koor en orgel;
- Opus 291; 1949: Octet (Strijkkwarteten nrs 14 en 15) voor dubbel strijkkwartet;
- Opus 291/1; 1949: Strijkkwartet nr. 14;
- Opus 291/2; 1949: Strijkkwartet nr. 15;
- Opus 292; 1949: Naissance de Vénus, cantate voor a-capellakoor;
- Opus 293; 1949: Sonate nr. 2 voor piano;
- Opus 294; 1949: Jacob's Dreams, danssuite voor hobo, strijktrio en contrabas;
- Opus 295; 1949: Concert nr. 4 voor piano en orkest;
- Opus 296; 1949: Ballade-Nocturne, lied voor stem en piano;
- Opus 297; 1949: la fin du monde
- Opus 298; 1950: Barba Garibo, wereldlijke cantate voor koor en orkest;
- Opus 298b; 1950: La cueillette des citrons, voor orkest
- Opus 299; 1950: Gauguin, filmmuziek voor kamerensemble;
- Opus 299b; 1958: Divertissement (3), suite voor blaaskwintet

## Opus 300-349
- Opus 300; 1950: Suite Opus 300 (5) voor 2 piano’s en orkest;
- Opus 301; 1950: Le repos du septième jour;
- Opus 302; 1950: Jeu, stuk voor piano;
- Opus 303; 1950: Strijkkwartet nr. 16;
- Opus 304; 1950: La vie commence demain, filmmuziek voor orkest;
- Opus 305; 1950: Les temps faciles, lied voor stem en piano;
- Opus 306; 1950: Le conte d'hiver;
- Opus 307; 1950: Strijkkwartet nr. 17;
- Opus 308; 1951: Strijkkwartet nr. 18;
- Opus 309; 1951: Concertino d'automne voor 2 piano’s & 8 instrumenten;
- Opus 310; 1951: Cantate des Proverbes, voor vrouwenkoor en klein ensemble;
- Opus 311; 1951: Concertino d'été voor altviool en kamerorkest;
- Opus 312; 1951: Kwintet nr. 1 voor 2 violen, altviool, cello en piano;
- Opus 313; 1954: West Point Suite; (blaasmuziek);
- Opus 314; 1951: La miracles de la Foi, cantate voor solist, koor en orkest;
- Opus 315; 1951: Le candélabre à sept branches, (7), suite voor piano;
- Opus 316; 1952: Kwintet nr. 2 voor 2 violen, altviool, cello en contrabas;
- Opus 317; 1952: Vendanges, ballet;
- Opus 317; 1952: Divertissements (4), suite gearrangeerd door V Babin voor piano quatre mains;(uit "Vendanges");
- Opus 318; 1952: Christophe Colomb, toneelmuziek voor koor en orkest;
- opus 319; 1952: Petits légendes (12), liederencyclus voor stem en piano in 2 delen;
- Opus 320; 1953: David (opera);
- Opus 321; 1953: Samael;
- Opus 322; 1953: Symfonie nr. 5;
- Opus 323; 1953: Concert voor harp en orkest;
- Opus 324; 1953: Sonatine voor viool en cello;
- Opus 325; 1953: Kwintet nr. 3 voor 2 violen, 2 altviolen en cello;
- Opus 326; 1948: Accueil amical (17), suite met piano’stukken voor kinderen;
- Opus 326; 1948: Accueil amical (17), suite gearrangeerd door Veyrier voor orkest;
- Opus 327; 1953: Concertino d'hiver voor trombone en strijkorkest;
- Opus 328; 1953: Le Dibbouk;
- Opus 329; 1953: Suite campagnarde (4), voor orkest;
- Opus 330; 1953: Ouverture méditerranéenne, voor orkest;
- Opus 331; 1954: Hymne de glorification,voor piano;
- Opus 332; 1954; Suite Cisalpine sur des airs populaires piémontais (3) voor cello en orkest;
- Opus 333; 1954; Étude poétique, voor magnatische tape;
- Opus 334b; 1970: Musique de théatre (blaasmuziek);
- Opus 335; 1954: Caprice voor klarinet en piano;
- Opus 335b; 1945: Danse voor saxofoon en piano
- Opus 337; 1954: Sonatine, voor hobo en piano;
- Opus 338; 1954: Le Château de feu, cantate voor koor en orkest;
- Opus 339; 1954: Davidpsalmen; voor stem en piano;
- Opus 340; 1955: Concert nr. 2 voor altviool en orkest;
- Opus 341; Protée ???
- opus 342; 1955: Pensée amicale;
- Opus 343; 1955: Symfonie nr. 6;
- Opus 344; 1955: Symfonie nr. 7;
- Opus 345; 1955: Stuk voor orgel (titel onbekend);
- Opus 346; 1955: Concert nr. 5 voor piano en orkest;
- Opus 347; 1955: Poèmes de Louise de Vilmorin (2), voor a-capellakoor of vocaal kwartet;
- Opus 348; 1955: Petite suite (3), voor orgel;
- Opus 349; 1955: Juanito;

## Opus 350-399
- Opus 350; 1956: Kwintet nr. 4 voor 2 violen, altviool en 2 celli;
- Opus 351; 1956: Duo concertant voor klarinet en piano;
- Opus 352; 1956: Fontaines et sources (6), liederen voor stem en orkest;
- Opus 353; 1956: La Couronne de Marguerite, wals in de vorm van een rondo voor piano;
- Opus 353; 1956: La Couronne de Marguerite, wals in vorm van rondo voor orkest;
- Opus 354; 1956: Sonatine voor piano;
- Opus 355; 1956: Tristesses (24), liederencyclus voor stem en piano;
- Opus 356; 1956: Le chat, lied voor stem en piano (geboortegeschenk voor Marya Freud)
- Opus 357 :1956: Le mariage de la feuille et du cliché, voor solist, koor en orkest met tape;
- Opus 358; 1956: Le Globe-trotter suite voor piano;
- Opus 358; 1956: Le Globe-trotter suite voor orkest (gearrangeerd);
- Opus 359; 1957: Ecoutez mes enfants;
- Opus 360; 1957: Charmes de la vie (Hommage à Watteau) voor orkest;
- Opus 360; 1957: Charmes de la vie (Hommage à Watteau) gearrangeerd voor piano;
- Opus 361; 1957: Aspen-Serenade, voor kamerorkest;
- Opus 362; 1957: Symfonie nr. 8 (Rhodanienne);
- Opus 364; 1957: Celle qui n'etait plus;
- Opus 363; 1957: Symfonietta voor strijkorkest;
- Opus 365; 1957: Concert voor hobo en orkest;
- Opus 366; 1957: Ségoviana, voor gitaar solo;
- Opus 367; 1957: La rose des vents, (ballet);
- Opus 368; 1958: Strijksextet voor 2 violen, 2 altviolen en 2 celli;
- Opus 369; 1958: Le tragédie humaine, voor koor en orkest;
- Opus 370; 1958: Fiesta (opera);
- Opus 371; 1958: Poèmes de Jorge Guillen (8), voor a-capellakoor;
- Opus 372; 1958: Peron et Evita;
- Opus 373; 1958: Concert nr. 3 voor viool en orkest Concert Royal;
- Opus 374; 1959: La branche des oiseaux (ballet);
- Opus 375; 1959: Birma road;
- Opus 376; 1959: Symphonie concertante voor trompet, hoorn, fagot, contrabas en orkest;
- Opus 377; 1959: Sonate voor cello en piano;
- Opus 378; 1953: Sonatine voor altviool en cello;
- Opus 379; 1959: Mère courage;
- Opus 380; 1959: Symfonie nr. 9;
- Opus 381; 1960: Cantate de croix de Charité, voor solostem, koor en orkest;
- Opus 382; 1960: Symfonie nr. 10;
- Opus 383; 1960: Pastorale sonatine, voor viool solo;
- Opus 384; 1960: Symfonie nr. 11 (Romantique);
- Opus 385; 1960: Les funerailles de Phocion, voor orkest (Hommage à Poussin);
- Opus 386; 1960: Cantate sur des textes de Chaucer, voor koor en orkest;
- Opus 387; 1960: Aubade, voor orkest;
- Opus 388; 1960: Cantate de l'initiation, voor koor en orkest of orgel;
- Opus 389; 1961: Kamerconcert voor piano, blaaskwintet en strijkkwartet;
- Opus 390; 1961: Symfonie nr. 12 (Rurale);
- Opus 391; 1961: Neuge sur le fleuve;
- Opus 392; 1961: Judith;
- Opus 393; 1961: Traversée, voor koor;
- Opus 394; 1961: Concert voor 2 piano’s & 4 percussionisten nr. 2;
- Opus 395; 1962: Invocation à l'ange Raphael, cantate voor vrouwenkoor en orkest;
- Opus 396; 1962: Fanfare voor brassband;
- Opus 397; 1962: Ouverture philharmonique;
- Opus 398; 1962: Suite de quatrain;
- Opus 398; 1962: Suite des quatrains, voor verteller en 7 instrumentalisten in 3 delen;
- Opus 399; 1962: A Frenchman in New York (6), voor orkest;

## Opus 400-
- Opus 400; 1962: Fanfare: 150 mésures pour les 150 ans de la maison Heugel, voor trombone & 2 trompetten;
- Opus 401; 1963: Suite de sonnet;
- Opus 402; 1963: Caroles, cantate voor koor en 5 instrumentale groepen;
- Opus 403; 1963: Préparatif à la mort et allégorie maritime, lied voor stem en piano;
- Opus 404; 1963: Pacem in Terris, koorsymfonie voor 2 stemmen, koor en orkest;
- Opus 405; 1963: Meurtre d'un grand chef d'etat: in memory of J F. Kennedy, elegie voor orkest;
- Opus 406; 1963: Ode pour les morts des guerres (3), voor orkest;
- Opus 407; 1964: Concert voor harpsichord en kamerorkest;
- Opus 408; 1964: Strijkseptet voor 2 violen, 2 altviolen, 2 celli en contrabas;
- Opus 409; 1964: L'amour chante;
- Opus 410; 1964: Adieu, cantate;
- Opus 411; 1964; Adam;
- Opus 412; 1965: La Mère coupable (opera);
- Opus 413; 1965: Cantate uit Job, voor solostem, koor en orgel;
- Opus 414; 1965: Music for Boston voor viool en kamerorkest;
- Opus 415; 1965: Musique pour Prague, symfonische suite voor orkest;
- Opus 416; 1965: Elegie voor Pierre, voor altviool, pauken en 2 percussionisten;
- Opus 417; 1966: Kwartet voor viool, altviool, cello en piano;
- Opus 418; 1966: Musique pour l'Indiana, symfonische suite voor orkest;
- Opus 419; 1966: Jerusalem a Carpentras;
- Opus 420; 1966: Musique pour Lisbonne, voor kamerorkest;
- Opus 421; 1966: Hommage a Comenius;
- Opus 422; 1966: Musique pour la Nouvelle-Orléans, symfonische suite voor orkest;
- Opus 423; 1967: Titel onbekend
- Opus 424; 1967: Promenade Concert (4), symfonische suite voor orkest;
- Opus 425;Cantate van Psalmen (bariton en orkest);
- Opus 426; 1967: L'histoire de Tobie et Sara;
- Opus 427; 1968: Symphonie pour l'univers claudélien (orkest);
- Opus 428; 1968: Trio, voor viool, cello en piano;
- Opus 429; 1969: Musique pour Graz, voor kamerorkest
- Opus 430; 1969: Stanvoord Serenade voor hobo en 11 instrumenten;
- Opus 431; 1969: Suite en sol (4), voor orkest in G majeur;
- Opus 432; 1969: Musique pour Ars Nova (voor 13 spelers);
- Opus 433; 1970: Six danses en trois mouvements, voor 2 piano’s;
- Opus 434; 1970: Saint-Louis; Roi de France (opera-oratorium);
- Opus 435; 1971: Hommage à Igor Stravinsky, voor strijkkwartet;
- Opus 436; 1971: Musique pour San Francisco (4), voor orkest en publiek;
- Opus 437; 1971: Sonate voor harp;
- Opus 438; 1972: Promesse de Dieu;
- Opus 439; 1972: Les momies d'Egypte, koorcomedie voor onbegeleid koor;
- Opus 440; 1972: Ode pour Jerusalem (3), voor orkest;
- Opus 441; 1972: Ani maamin, cantate voor sopraan, 4 vertellers, koor en orkest ("un chant perdu et retrouvé");
- Opus 442; 1973: Etudes sur des thèmes liturgiques du comtat Venaissin (3), voor strijkkwartet;
- Opus 443; 1973: Kwintet voor blaasinstrumenten;

## Werken zonder opusnummer
- 1914: Mazurka, voor piano (gepubliceerd als samenwerkingsverband Album des Six);
- 1918: L'ours et la lune, marionettespel voor 3 spreekstemmen en trommel;
- 1930: A flower given to my child (lied)
- 1941: Choral: hommage à Paderewski, voor piano;